# U.S. Robots and Mechanical Men, Inc.
U.S. Robots and Mechanical Men, Inc. (рус.  «Ю. С. роботс энд мекэникел мен корпорейшн») — название вымышленной корпорации, выпускающей в XXI веке роботов в циклах новелл и коротких научно-фантастических рассказов писателя Айзека Азимова.

## Описание
Согласно сюжету, фирма «Ю. С. роботс» основана в 1982 году Лоуренсом Робертсоном (англ. Lawrence Robertson), впоследствии занявшем пост директора.
Выдающимися открытиями «Ю. С. роботс» стали первый подвижный робот, обладавший голосом (2002), позитронные мозговые связи, робот-нянька (1996).
В 2003—2007 годах большинство правительств запретило использовать на Земле роботов для любых целей, кроме научных и это стимулировало «Ю. С. роботс» создать различные виды промышленных роботов и поставлять их на внеземные рынки.

## Другие персонажи
- Доктор Сьюзен Келвин (англ.  Susan Calvin). Родилась в 1982 году. В 2005 году окончила Колумбийский университет и поступила в аспирантуру по кибернетике. В 2008 году получила степень доктора и поступила на работу в «Ю. С. роботс» в качестве первого на фирме и единственного в мире робопсихолога (англ.  robopsychologist).
- Доктор Альфред Лэннинг (англ. Alfred Lanning) — научный руководитель проектов «Ю. С. роботс».
- Питер Богерт (англ. Peter Bogert) — Главный Математик «Ю. С. роботс».
- Грегори Пауэлл и Майкл Донован (англ. Greg Powell and Mike Donovan), Франц Мюллер и Сэм Ивенс — полевые сотрудники «Ю. С. роботс», проводящие доводку экспериментальных моделей, перед сдачей заказчику или запуском роботов в серийное производство.
- Мистер Стразерс — управляющий.
- Милтон Эш — самый молодой из руководства «Ю. С. роботс».
- Джеральд Блэк — специалист по физике поля
- Кэллнер, генерал-майор — руководитель спецпроекта по созданию Гиператомного двигателя

Реально существующая фирма U.S. Robotics, занимающаяся выпуском телекоммуникационного оборудования, в частности, модемов, получила название именно под влиянием произведений Азимова.